# Ardamica Ferenc
Ardamica Ferenc (Losonc, 1941. november 30. – 2023. augusztus 4.) szlovákiai magyar író, műfordító, újságíró.

## Életpályája
Általános iskolai tanulmányait szülővárosában végezte el. 1959–1961 között Losoncon kertészeti segédmunkásként dolgozott. 1961–1967 között zsákoló, majd raktári segédmunkásként tevékenykedett.
1962-ben közölte első novelláját. 1964–1967 között a Füleki Gimnázium diákja volt. 1967–1972 között a városi nemzeti bizottság pénzügyi szakelőadója volt. 1968–1989 között nem jelenhetett meg könyve, ekkortájt a salgótarjáni Palócföld jelentette meg írásait.
1972–1973 között a városi építési vállalat bérelszámolója, 1973–1974 között Füleken minőségi ellenőr és zománcozó volt. 1974–1990 között szülővárosában patkány- és féregirtással foglalkozott.
1990 óta tagja a Szlovákiai Magyar Írók Társaságának, a Szlovákiai Műfordítók Társulásának. 1990–1991 között az Ipoly című járási hetilap szerkesztőjeként dolgozott. 1992–1993 között a Nógrádi Szó alapító főszerkesztője volt. 1993 óta szabadfoglalkozású író. 2000 óta a Magyar Írószövetség tagja.

## Családja
Szülei Ardamica Ferenc és Dianovszky Edit voltak. Egy testvére volt, aki 10 hónaposan elhunyt: Ardamica Ildikó Ágnes (1943-1944). 1959-ben házasságot kötött Lipcsei Gabriellával. Három gyermekük született; Ferenc (1959); Zorán (1970) és Gabriella (1973).

## Művei
- A rokon cseléd; Madách–Szépirodalmi, Bratislava–Bp., 1970
- Anyám udvarlói; Madách–Szépirodalmi, Bratislava–Bp., 1989
- Tejszínhabos halál. Erotikus novellák; Nap, Dunajská Streda, 1991
- Piszokul felhergelve; Madách, Pozsony, 1992
- Görbe tükör előtt; Madách-Posonium, Pozsony, 1994
- Kalandor születik. Regény; Plectrum, Losonc, 1997
- Szerelem nélkül. Elbeszélések; AB-art, Pozsony, 1999
- A hetedik; Nap, Dunaszerdahely, 2000
- Az akasztott ember kötele. Novellák; Plectrum, Losonc, 2001
- Hedvig sír. Drámai művek; Plectrum, Losonc, 2002
- Dögkeselyű; Madách-Posonium, Pozsony, 2002
- Ugrás a semmibe (antológia, 2004)
- Nem loptam én életemben. Válogatott novellák; Nap, Dunaszerdahely, 2005

## Műfordításai
- Dusan Mitana: A játék vége (1986)
- Olga Feldekova: Mókus (1987, 2007)
- Peter Andruska: Finom emberek (1988)

## Rádiójátékai
- Részvéttáviratok (1987)
- Életem első cigarettája (1990)
- Fekete karácsony (1999)

## Díjai
- A Szlovákiai Magyar Írók Társaságának nívódíja (1998)
- Losonc Város díja (1998)
- Losonc Város Polgármesterének Díja (2001)
- A Besztercebányai Kerületi Önkormányzat Képviselő-testületének Díja (2005)
- Aranytoll (2006)
- A Magyar Érdemrend lovagkeresztje (2012)